# Glimke (Bad Salzuflen)

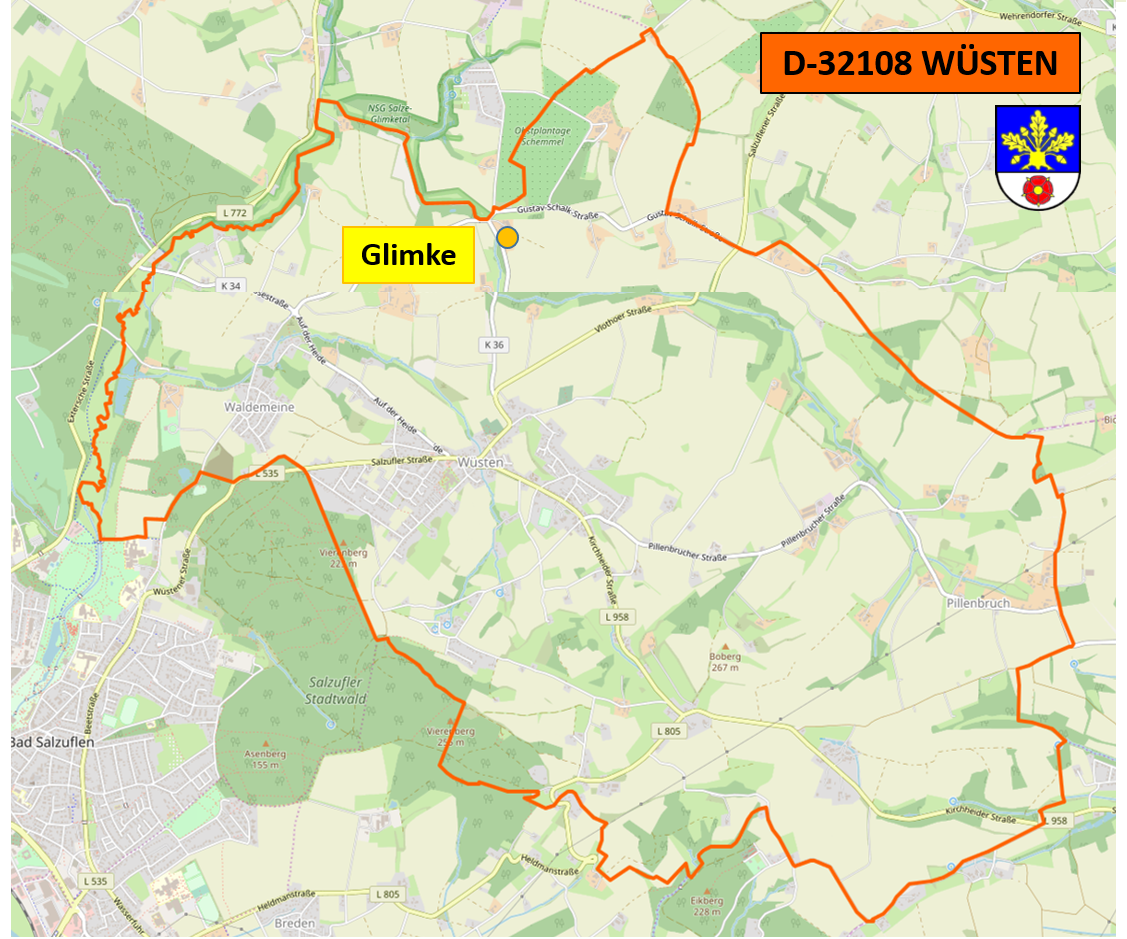
Lage von Glimke in Wüsten

Glimke ist ein zum Stadtteil Wüsten gehörender Weiler in der lippischen Stadt Bad Salzuflen im Nordosten Nordrhein-Westfalens.

## Geographie

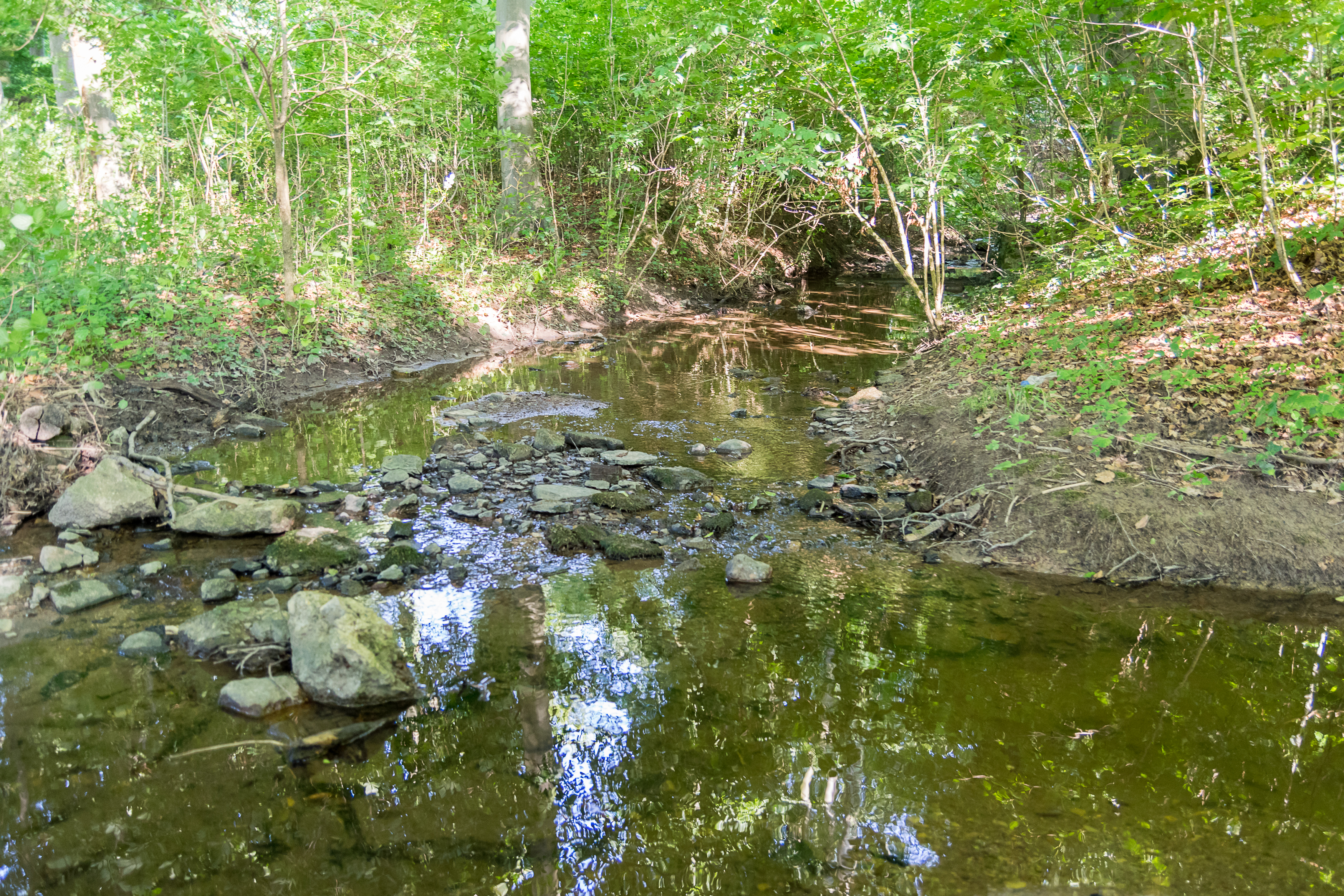
Das Glimketal

### Lage
Der Weiler liegt etwa 1,8 Kilometer nördlich von Wüsten, direkt östlich von Hellerhausen und wird von der gleichnamigen Glimke durchflossen.

### Schutzgebiete
Entlang der Glimke ist das Naturschutzgebiet Glimketal (LIP-040) ausgewiesen.

## Geschichte

### Name
Die früheste Nennung erfolgte 1492 als Glyntbeke. In den ältesten lippischen Landschatzregistern von 1507 wird ein Hof "Karstin vupper Glintbecken" genannt. Weitere belegte Namen sind Glymmeke (1508), Glymbecke (1535, im Landschatzregister), Glimbrecke (1536, während einer Grenzsteinsetzung), Glimbecke (1545, im Landschatzregister) sowie Glintbecke (1610).

### Einwohnerentwicklung
| Jahr       | 1880 | 1885 | 1911 |
| Einwohner  | 95   | 71   | 58   |
| 0weiblich  |      |      | 24   |
| 0weiblich  |      |      | 34   |
| Wohnhäuser | 18   | 11   | 11   |
| Haushalte  | 19   | 12   | 9    |

## Kultur und Sehenswürdigkeiten

### Höfe und Häuser
- Glimbachstraße Nr. 3: ehemals „Hof Hüdepohl“, „Unterwüsten 17“
  - die Torbogeninschrift des Bauernhauses lautet 0ANNO 1809 DEN 11 JULIUS HABEN JOHAN JOBST BROCKMEIER UND ANNA KATTRINA HÜDEPOLS DIESES HAUS LASSEN BAUEN  WER ALLES MIT GOTT ANFANGT DER REGIERET WEISE WER CHRISTI NACHFOLGER IST UND HELT SEINE GEBOTTE DER WIRD SELICH WER GOTT VERTRAUT HAT WOLGEBAUET IM HIMMEL UND AUF ERDEN ·M·Y·H·H / R·R·S
  - die Inschrift über dem Nebeneingang lautet 0ICH LIEGE UND SCHLAFE GANS MIT FRIEDEN DEN DU ALLEIN NUER HILFEST MIR D(as)I(ch). S(icher). W(o)H(ne)
  - die Torbogeninschrift der Leibzucht lautet 0ANNO 1820 DEN 6 MAY HABEN JOHAN JOBST BROCKMEIER UND ANNAKATTRINA HUDEPOLS HABEN DIESES HAUS LASSE BAUEN. ORA ET LA BORA DURCH BAU M BEINER
  - die Inschrift am Kötterhaus lautet 0ANNO 1810 DEN 11 SEPTEMBER HAT JOHAN JOBST BROCKMEIER UND ANNA KATRINE HUDEPOLS DIESES HAUS LASSEN BAUEN[5]
- Glimke Nr. 2: → siehe Hauptartikel „Baudenkmal Glimke 2“
- Glimke Nr. 2b: → siehe Hauptartikel „Baudenkmal Glimke 2b“
- Glimke Nr. 4: ehemals „Lambert upper Glymbecke“ bzw. „Lambrachts Hof“, „Unterwüsten 20“, heute „Hofanlage Bobe“. Bei der Volkszählung im Jahre 1609 wurde der Hof erstmals erwähnt
  - die Inschriften am Bauernhaus lauten 0ANNO 1760 DEN 2 JULIUS HAT JOHAN TÖNST LAMBRACHT U ANNA CATHRINA MEYSEN DIESES HAUS LASSEN BAUEN. GOTT BEWAHRE DIESES HAUS UND ALLE DIE DA GEHEN EIN UND AUS.  MEYSTER BARTOLDT MÖLLER. – IM JAHR 1836 HAT F LAMBRACHT UND DESSEN EHEFRAU WILHELMINE SCHALKS DIESEN BA VOLENDEN LAS  D D M J BRUNE
  - die Inschrift am Heuerlingshaus lautet 0ANNO 1814 D 21 JUNI HAT JOHAN TÖNS LAMBRACHT UND HANNA SCHARLOT FRIEDERIEKE DUS AUS ESEN DIESES HAUS LASSEN BAUEN DURCH D M  H KRUTMEIER[6][5]

### Grenzsteine
Entlang der ehemaligen Grenze des Fürstent(h)ums Lippe zum Freistaat Preußen bzw. der Grafschaft Ravensberg stehen rund 50 Landesgrenzsteine, die als Baudenkmale in die Denkmallisten von Bad Salzuflen, Herford und Vlotho eingetragen worden sind. Bei Glimke, an der Straße Richtung Waldemeine, ist noch der Grenzstein „GR-040-58“ vorhanden.
In dem von Graf Simon V. und Herzog Johann von Jülich-Kleve-Berg am 2. August 1536 geschlossenen Schnatvertrag (Schnat = Grenze) zur Beendigung der jahrzehntelangen Streitigkeiten heißt es unter anderem, die Grenze führt „… die Saltze uf bis in die Glimbeck, die Glimbeck uf biß an Johann Kastings hoff, für dem hove her die Landstraß uf, die von Saltzuffelen durch das Sunderfeltt nach Vlöthe geht …“.

## Verkehr
Das Siedlungsgebiet wird von Stadtbussen der Linie 946 über die Haltestelle Glimke bedient.
Die nächsten Bahnhöfe sind Herford, Vlotho und Bad Salzuflen.